# فيرنون (كاليفورنيا)
فيرنون (بالإنجليزية: Vernon)‏ هي إحدى مدن مقاطعة لوس أنجليس، كاليفورنيا. تم إعطاءها لقب مدينة في 22 سبتمبر، 1905.